# Луїза Елеонора Гогенлое-Лангенбурзька
Луїза Елеонора Гогенлое-Лангенбурзька (нім. Louise Eleonore zu Hohenlohe-Langenburg, 11 серпня 1763 — 30 квітня 1837) — принцеса Гогенлое-Лангенбурзька, донька князя Гогенлое-Лангенбургу Крістіана Альбрехта та Кароліни Штольберг-Ґедернської, дружина герцога Саксен-Майнінгену Георга І. Регентка Саксен-Майнінгенського герцогства у 1803—1821 роках.

## Біографія
Луїза Елеонора народилася 11 серпня 1763 року у Лангенбурзі, столиці Гогенлое-Лангенбурзького князівства. Вона була другою дитиною та старшою донькою в родині графа Гогенлое-Лангенбурзького Крістіана Альбрехта та його дружини Кароліни Штольберг-Ґедернської. Країною в цей час правив її дід Людвіг, який за кілька місяців отримав титул імперського князя.
Луїза Елеонора мала старшого брата Карла Людвіга. Згодом сім'я поповнилася молодшими дітьмиː Густавом Адольфом, Крістіаною Кароліною, Людвігом Вільгельмом, Крістіаном Августом та Августою Кароліною. Їхній батько став правлячим князем у січні 1765 року.

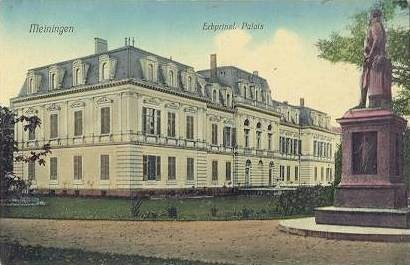
Великий палац у Майнінгені

У 19-річному віці Луїза Елеонора взяла шлюб із 21-річним правлячим герцогом Саксен-Майнінгену Георгом І. Весілля відбулося 27 листопада 1782 року у Лангенбурзі. У подружжя народилося троє дітей. Мешкало сімейство у бароковому замку Елізабетхенбург в Майнінгені. Літо вони проводили у замку Альтенштайн у Тюринзькому лісі.
Чоловік Луїзи Елеонори був мудрим правителем, проте мав слабке здоров'я. Помер він у віці 42 років, невдовзі після народження сина. Регентом при малолітньому Бернхарді було призначено вдовіючу княгиню.
Свої обов'язки Луїза Елеонора виконувала мудро та сумлінно. Змальовували її як розумну та благочестиву жінку із милосердним серцем, а також відмінну матір. Багато уваги вона приділяла вихованню та освіті дітей.
Її правління частково припало на час Наполеонівських воєн. У грудні 1806 році князівство було змушене увійти до Рейнської конфедерації. Велика армія дислокувалася в Майнінгені. На країну була накладена величезна контрибуція. Намагаючись хоч якось попередити голод, княгиня наказала імпортувати зерно з-за кордону. Багато зусиль вона доклала аби вберегти територіальну цілісність та автономію князівства.Увесь час княгиня залишалася у Майнінгені разом з дітьми.
У 1813 році в князівському палаці жив зі свитою російський імператор Олександр I. 24 січня 1814 року Луїза Елеонора закликала добровольців «на боротьбу за волю німецької вітчизни», на що відгукнулося багато людей. Повернувся контингент у серпні, радо зустрінутий правителями. У 1815 році країна увійшла до Німецького союзу. 1817 рік був відзначений великим голодом, в країні проводилася низка заходів для його полегшення. До 1819 року рівень життя в князівстві став покращуватися.
10 грудня 1821 року княгиня відкрила гімназію Бернхардинум у новій будівлі в столиці, закладену ще її чоловіком, та за тиждень передала правління синові. Після цього вона віддалилася від справ, супроводжувана добрими побажаннями свого народу. Для неї ж у 1821—1823 роках був збудований новий палац у стилі неоренесансу. Наразі він носить назву Великий Палац.

Після закінчення регентства вдовіюча княгиня здійснила кілька поїздок до Франції, Італії та Англії. Бувала в Альпах, де підіймалася в гори.

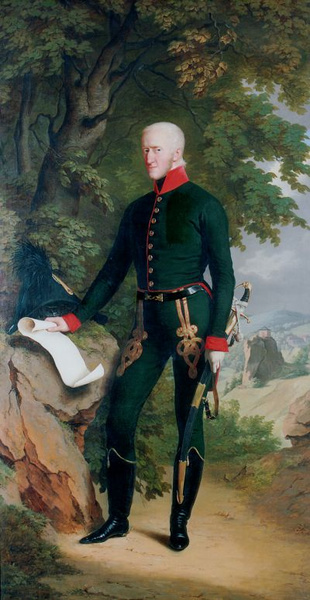
Портрет Георга І близько 1790 року

Померла Луїза Елеонора в похилому віці навесні 1837 року. Поховали її на парковому цвинтарі Майнінгена поруч із чоловіком.

## Родина
Чоловік — Георг І, герцог Саксен-Майнінгенський. 
Діти:
- Адельгейда (1792—1849) — дружина короля Великої Британії та Ганноверу Вільгельма IV, мала двох доньок, що померли немовлятами;
- Іда (1794—1852) — дружина принца Саксен-Веймар-Айзенаського Карла Бернхарда, мала восьмеро дітей;
- Бернхард (1800—1882) — наступний герцог Саксен-Майнінгену у 1803—1866 роках, був одруженим із принцесою Марією Фредерікою Гессен-Кассельською, мав сина та доньку.